# Dust to Dust (álbum)
Dust to Dust es el tercer álbum de la banda francesa de power metal Heavenly. Fue lanzado a la venta en 2004 por Noise Records.

## Músicos
- Benjamin Sotto - Vocalista
- Maxence Pilo - Baterista
- Frédéric Leclercq - Guitarrista
- Pierre-Emmanuel Pelisson - Bajista
- Charley Corbiaux - Guitarrista

## Lista de canciones
1. Ashes To Ashes... - 1:54
2. Evil - 6:13
3. Lust For Life - 6:13
4. Victory (Creature of the Night) - 6:51
5. Illusion Part I - 2:08
6. Illusion Part II (The Call of the Wild) - 5:02
7. The Ritual - 0:57
8. Keepers of the Earth - 6:15
9. Miracle - 9:08
10. Fight For Deliverance - 6:57
11. Hands of Darkness - 5:33
12. Kingdom Come - 8:11
13. ...Dust to Dust - 4:51

- Datos: Q340045